# St. Elmo's, punt de trobada
St. Elmo's, punt de trobada (títol original: St. Elmo's Fire) és una pel·lícula estatunidenca dirigida per Joel Schumacher que ha signat igualment el guió amb Carl Kurlander, estrenada l'any 1985. La pel·lícula fa referència al foc de Sant Elm.
Ha estat doblada al català

## Argument
Una banda de adolescents entra a l'edat adulta i ha d'enfrontar-se a  tots els seus problemes.

## Repartiment
- Emilio Estevez: Kirby Keger
- Rob Lowe: Billy
- Andrew McCarthy: Kevin Dolenz / Andrew
- Demi Moore: Jules
- Judd Nelson: Alec Newbary
- Ally Sheedy: Leslie Hunter
- Mare Winningham: Wendy Beamish
- Martin Balsam: Mr. Beamish
- Andie MacDowell: Dale Biberman
- Jon Cutler: Howie Krantz
- Joyce Van Patten : la Sra. Beamish
- Jenny Wright: Felicia
- Blake Clark : Wally
- Matthew Laurance : Ron Dellasandro
- Gina Hecht : Judith
- Anna Maria Horsford: Naomi

## Producció
La pel·lícula va ser produïda per Columbia Pictures, per
- Lauren Shuler Donar
- Bernard Schwartz

Recaptació
36.754.543 dòlars del 20 de 20 de 1985 al 29 de 29 de 20 (Estats Units)